# Zaide Silvia Gutiérrez
Zaide Silvia Gutiérrez Cruz (Ciudad de México; 2 de noviembre de 1959) es una primera actriz mexicana de cine, televisión y teatro, además de directora y maestra de actuación. Ha trabajado en más de 40 obras de teatro y participado en cerca de 40 películas, más de 15 telenovelas y 5 radionovelas.

## Trayectoria
Es licenciada en Literatura Dramática y Teatro por la UNAM donde se graduó con mención honorífica. Cuenta con estudios de posgrado en Dirección de Teatro (Columbia University) y Literatura Mexicana también en la UNAM.
En México le han otorgado más de 20 premios. En teatro como Mejor Actriz, Actriz de Cuadro, de Monólogo, Juvenil y Revelación. En radio dos premios como Mejor Actriz y en cine, como Mejor Actriz: 2 Diosas de Plata y 4 nominaciones al Ariel. Un premio en Nueva York y otro en Santo Domingo. Considerada Directora Revelación por la Asociación Mexicana de Críticos de Teatro y Directora Debutante por la Agrupación de Periodistas Teatrales.
Recientemente ha protagonizado series como Ellas son... la alegría del hogar, donde interpretó a Guille, además de las películas Actores S.A. y El muro de al lado y la telenovela Para volver a amar de Roberto Gómez Fernández. 

## Filmografía

### Telenovelas
- La jefa del campeón  (2018) .... Sara Ortiz
- Por amar sin ley (2018) .... Silvia
- La doble vida de Estela Carrillo (2017) .... Rosario Hinojosa "Chayo"
- Simplemente María (2015-2016).... Zenaida
- Que te perdone Dios (2015) .... Simona Sánchez
- Qué pobres tan ricos (2013-2014) .... Carmelita
- Un refugio para el amor (2012) .... Paz Flores Vda. de Jacinto
- Para volver a amar (2010-2011) .... Rosaura Pereyra
- Duelo de pasiones (2006) .... Vera
- Apuesta por un amor (2004-2005) .... Doctora
- Misión S.O.S. (2004-2005) .... Lupe Espinos
- ¡Vivan los niños! (2002-2003) .... Estela Castillo
- El derecho de nacer (2001) .... La Loba
- Una luz en el camino (1998) .... Elodia Vidal
- Pueblo chico, infierno grande (1997) .... Olinca
- La culpa (1996) .... Nemoria
- Valentina (1993-1994) .... Rafaela
- En carne propia (1990-1991) .... Helen
- Días sin luna (1990) .... Irene
- Angélica, mi vida (1988-1989) .... Laura
- Caminemos (1980)
- Una mujer marcada (1979)
- Mañana será otro día (1975)

### Películas
- ¡Que viva México! (2023)[1]
- Rápidos y furiosos 9 (2021)
- El infierno (2010)
- Cabeza de Buda (2009)
- Soy mi madre (2008)
- Enemigos íntimos (2008)
- Espérame en otro mundo (2006)
- Niñas mal (2006)
- Bordertown (2005)
- El mago (2004)
- El ladrón de sombras (2004)
- El milagro (2003)
- Mientras me muero (2003)
- Zurdo (2003)
- Amar te duele (2002)
- La maceta (2002)
- Ciudades oscuras (2002)
- En el tiempo de las mariposas (2001)
- En el país de no pasa nada (2000)
- Conejo (1999)
- La otra conquista (1998)
- El evangelio de las maravillas (1998)
- Desde el interior (1998)
- Por si no te vuelvo a ver (1997)
- Sobrenatural (1996)
- Entre Pancho Villa y una mujer desnuda (1996)
- Directamente al cielo (1996)
- Shadow of the Pepper Tree (1995)
- Decisiones difíciles (1994)
- Wild Blue Moon (1992)
- Death and the compass (1992)
- Cita en el paraíso (1992)
- El patrullero (1991)
- Ciudad de ciegos (1991)
- Tú decides sobre el sida (1990)
- Cuantas viejas quieras (1990)
- La pequeña muerte (1988)
- Gaby: Una historia verdadera (1987)
- Hotel Colonial (1987)
- Y yo que la quiero tanto (1987)
- El imperio de la fortuna (1986)
- Firewalker (1986)
- Miracles (1986)
- Las inocentes (1986)
- Historias violentas (1985)
- Viaje al paraíso (1985)
- El Norte (1983)
- Rarotonga (1978)
- Los Supersabios (1977)
- La lucha con la pantera (1975)

### Series de TV
- Esta historia me suena (2023)[2]
- Madre solo hay dos (2021-2022) .... Lucia[3]
- Por siempre Joan Sebastian (2016)
- Como dice el dicho (2011)
- Las reinas del hogar (2007 - 2008)
- La rosa de Guadalupe (2008)
- La virgen de las palomas .... Rosi
- El cielo está en ti .... Maribel
- Un llamado al corazón .... Gladys
- Camuflaje Emo .... Rocío
- Una mirada .... Tita
- Salida de Emergencia .... Lucha
- Ninja .... Paulina
- XHDRBZ
- Futboleros (2007) .... mamá
- La familia P. Luche (2007)
- American Family: The Journey I and II (2002 y 2004)
- Mujer, casos de la vida real (1990 - 2007)
- Sonido óptico (1985)
- El que sabe, sabe (1983)
- Teatro en Atril (1979 - 1980)
- Teleteatros (1971 - 1972)

### Como directora
- La sombra del otro (telenovela, 1996) (directora de diálogos)

### Teatro
Como actriz
- Conversación entre las ruinas (2006)
- Ocho historias de Cantina (2004)
- La puerta negra, Delgadina (2003) como Rita
- Exágonos (2001)
- El precio de la vida (2001)
- La cuchara de oro (2000)
- Poesía en pareja (2000)
- ¡Sola! (1999 - 2000 y 2001)
- Viaje a las sombras verdes (1998)
- Confesiones de mujeres de 30 (1997)
- Hunger's Brides (1996)
- Tabasco negro (1996)
- Quíntuples (1995)
- Una mujer sola (1994)
- Campo de plumas (1993)
- Noche de Epifanía (1992)
- La caprichosa vida (1991)
- Los negros pájaros del adiós (1990)
- Los empeños de una casa (1989)
- Conversación entre las ruinas (1989)
- Las mujeres de Troya (1988)
- Paulette y Paulina] (1986)
- Las dos Fridas (1986)
- Fotografía en la playa (1984 - 1985)
- La ley de Cr (1983)
- El alcalde de Zalamea (1982)
- María la voz (1981)
- El contrario Luzbel (1980 y 1981)
- Las visitas (1979)
- Los albañiles (1975)
- Los motivos del lobo (1973)

Como directora
- La luna vista por los muertos
- Conversación entre las ruinas (2006 y 2008)
- ¡Sola! (1999,2000 y 2002)
- Viaje a las sombras verdes (1998)
- La noche de los asesinos (1993)
- La visita de la vieja dama (1991)
- Sueño de una noche de verano (1990)
- Te Deum (1987)
- A Streetcar Named Desire (1987)
- Fotografía en la playa (1983)

Otros
- ¡Sola! (1998) (traductora y adaptadora)
- Viaje a las sombras verdes (1997) (adaptadora)
- Una mujer sola (1994) (adaptadora junto con Margarita Isabel)
- Una llave para Clara y el Concorde (1980) (autora)

## Premios y nominaciones

### Premios TVyNovelas
| Año  | Categoría            | Programa/Telenovela              | Resultado |
| ---- | -------------------- | -------------------------------- | --------- |
| 2018 | Mejor primera actriz | La doble vida de Estela Carrillo | Nominada  |

### Premios Ariel
| Año  | Categoría              | Película                               | Resultado |
| ---- | ---------------------- | -------------------------------------- | --------- |
| 2003 | Mejor actriz           | Ciudades oscuras                       | Nominada  |
| 1999 | Mejor actriz de cuadro | La otra conquista                      | Nominada  |
| 1998 | Mejor actriz de cuadro | Por si no te vuelvo a ver              | Nominada  |
| 1996 | Mejor actriz de cuadro | Entre Pancho Villa y una mujer desnuda | Nominada  |

### Diosas de Plata
| Año  | Categoría                   | Película                  | Resultado |
| ---- | --------------------------- | ------------------------- | --------- |
| 2003 | Mejor actriz                | Ciudades oscuras          | Ganadora  |
| 1998 | Mejor co-actuación femenina | Por si no te vuelvo a ver | Ganadora  |

### ACE
| Año  | Categoría                   | Película         | Resultado |
| ---- | --------------------------- | ---------------- | --------- |
| 1993 | Mejor co-actuación femenina | Ciudad de ciegos | Ganadora  |

### Otros premios
- (2003) Mejor Actriz de Cine por Ciudades oscuras otorgado por el Quinto Festival de Cine de Santo Domingo.

### Premios de teatro
- (2006) Mejor Directora debutante por Conversación entre las ruinas otorgado por la APT.
- (2006) Mejor Co-actuación por Conversación entre las ruinas otorgado por la AMCT.
- (2004) Mejor Actriz de teatro por La puerta negra, Delgadina otorgado por la APT.
- (2002) Premio Bravo a Actriz revelación en radio por La extraña señorita Felton otorgado por la Asociación Rafael Banquells S.A.
- (2000) Mejor Actriz en monólogo por ¡Sola! otorgados por la AMCT, la ACPT y la APT.
- (1998) Directora revelación por Viaje a las sombras verdes otorgado por la AMCT.
- (1998) Reconocimiento por 25 años de carrera artística "como actriz y dramaturga de teatro, cine y televisión" otorgado por Revista Claridades.
- (1996) Mejor Actuación de comedia por Quíntuples otorgado por la AMCT.
- (1995) Mejor Actriz de monólogo por Una mujer sola otorgados por la AMCT, Agrupación de Periodista Teatrales y ACPT.
- (1992) Mejor Actriz de radio por Sendero de cipreses otorgado por la ANDA.
- (1991) Mejora Actuación juvenil por La caprichosa vida otorgados por la AMCT y Revista Claridades.
- (1990) Mejor Actuación juvenil por Los negros pájaros del adiós otorgado por la AMCT.
- (1975) Mejor Co-actuación por Los albañiles otorgado por la AMCT.
- (1974) Revelación fememina por Los motivos del lobo otorgados por la AMCT y el Primer Jurado de Teatro Popular.

### Asociación de Cronistas de Espectáculos de Nueva York ACE
| Año  | Categoría                   | Telenovela           | Resultado |
| ---- | --------------------------- | -------------------- | --------- |
| 2014 | Mejor Actriz Característica | Qué Pobres tan Ricos | Ganadora  |

## Biografía
- Biografía y carrera de Zaide Silvia Gutiérrez

- Datos: Q6170792
- Multimedia: Zaide Silvia Gutiérrez / Q6170792